# Charles Glover Barkla
Charles Glover Barkla, född 7 juni 1877, död 23 oktober 1944, var en brittisk fysiker som fick 1917 års Nobelpris i fysik, utdelat 1918, för "sin upptäckt av grundämnenas karakteristiska röntgenstrålning".
Barkla var lärjunge till Oliver Joseph Lodge och J.J. Thomson, blev 1909 professor i fysik vid King's College i London och från 1913 vid universitetet i Edinburgh.

## Forskning
Barkla var den förste som kunde påvisa att röntgenstrålar kan polariseras och därmed, som annan elektromagnetisk strålning, är en transversell vågrörelse, När röntgenstrålning träffar olika ämnen utsänds sekundär strålning. Barkla upptäckte att den sekundära röntgenstrålningen bestod av två komponenter med olika karaktär. Den första komponenten var infallande strålning som spridits; genom att mäta intensiteten i olika riktningar kunde Barkla uppskatta antalet elektroner i en atom. Den andra komponenten var inte beroende av den infallande strålningen, utan opolariserad och sammansatt av olika våglängder karakteristiska för det bestrålade ämnet. Genom denna upptäckt lades grunden för röntgenspektroskopin.